# María Blanca Ferrer García
María Blanca Ferrer García (Mélida, 1932 – Pamplona, 15 de junio de 1992) fue periodista, abogada y escritora española.

## Biografía
Hija de Trinidad García y de Andrés Ferrer, farmacéutico de Mélida, fue licenciada en Derecho por la Universidad de Zaragoza y posteriormente en Periodismo, posiblemente, por la Universidad de Navarra.
Su única hermana, Gloria María fue licenciada en Bellas Artes por la Universidad de Barcelona, trabajó la pintura y en ocasiones la escultura. De su actividad artística dan testimonio más de doscientas exposiciones.
María Blanca Ferrer, por su trabajo como reportera y periodista, y por su participación en actividades culturales  (en los años setenta, por ejemplo, formó parte del grupo de teatro “Amadís” de Pamplona.), fue un personaje conocido en la ciudad. A su notoriedad contribuyeron también algunos comportamientos suyos y hábitos infrecuentes en aquella época entre las mujeres de Pamplona, aunque hoy no llamarían la atención de tal manera.  
Ignacio Aranaz la retrató de esta manera:

Mari Blanca busca el hombre que conozca en sus ojos el secreto, el amor sin palabras arrebatado y definitivo. Como una estatua que mira hacia atrás es esta mujer periodista, incansable y soltera. Una niña grande, una mujer niña que se divierte con esos trajes hombrunos y esos sombreros audaces y disparatados, con aire de mujer extranjera. Mari Blanca es rubia, blanca, de hablar lento y espeso Tiene la sana desvergüenza del reportero, y en las ruedas de prensa pregunta todo lo que se le ocurre [...]

Falleció víctima de una enfermedad del sistema inmunitario a los 60 años en Pamplona, donde se celebró su misa funeral, y fue enterrada en Mélida, la población en la que había nacido. El último poema de su libro Un león en la basura,  titulado "Mi muerte", publicado en 1982, comenzaba así:

Yo moriré con un poema dentro,

Como la cereza lleva su hueso,
Dulce o amargo, 
Transparente o espeso,
No lo intentéis saber,

No violentéis mi seno [...]

## Periodista
Sus primera colaboraciones se registran entre finales de los años 50 y los 70 en el "Diario de Navarra" con artículos literarios, entrevistas y crónicas taurinas. Entre 1966 y 1970 fue directora de la revista Montejurra, órgano del carlismo más liberal de aquel tiempo. Posteriormente ejerció el periodismo en "El Pensamiento Navarro" donde desarrolló las funciones de redactora y correctora. Tras el cierre de este periódico en 1981, trabajó en el diario Lanza de Ciudad Real. Por otra parte, durante algún tiempo fue corresponsal en Pamplona del diario Ya, editado en Madrid.

## Poetisa
Desde 1969 hasta 1977 colaboró con asiduidad en la revista gráfica y literaria "Pregón", de periodicidad trimestral, editada en Pamplona. Así mismo, desde 1977 hasta 1982 publicó poemas en la revista de Pamplona "Río Arga".

### Poemarios
Sus poesías ofrecen un lenguaje claro, sencillo sin cultismos, que lo hace comprensible para el gran público. Los asuntos abordados ofrecen con frecuencia impresiones personales, sentimientos de soledad, deseo e incomprensión. Se trata, más bien, de una literatura de desahogo personal que de un corpus diferenciado y con ambición creativa.
- Tarde gris". Pamplona, Imprenta de la Editorial Gómez, 1967, 78 p. [6]
- Yoerías. Pamplona, La Autora, 1969, 57 p.
- Un león en la basura. Pamplona, [s.n.], 1982, 82 p.
- El tañedor de lunas. Pamplona, La Autora, 1987, 64 p.

## Abogada
Tras cesar su actividad profesional en “El Pensamiento Navarro”, ejerció como abogada de oficio. Una de sus actuaciones alcanzó especial notoriedad: el 3 de junio de 1988 atendió en turno de oficio a cuatro jóvenes detenidos por la policía el día anterior, presuntamente relacionados con actividades relacionadas con ETA. 
En una “Carta al Director” publicada en el periódico “Navarra Hoy” el lunes 6 de junio denunció “los malos tratos de palabra y obra” que sus defendidos habían recibido en la comisaría y que, además,  habían sido interrogados sin contar con la presencia de su abogado. La Delegación del Gobierno consideró que este escrito publicado en un medio de comunicación local podía constituir un delito de calumnias y presentó una denuncia ante el juzgado. 
Tres meses más tarde el juez dictó auto de procesamiento por presuntas injurias a la policía. Un año y medio después, el 5 de marzo de 1990 la causa llegó a los tribunales donde el fiscal pidió para la abogada un año de prisión y 50 000 pesetas de multa. Finalmente fue condenada por calumnias a la Policía Nacional a seis meses de prisión menor y una multa de 30 000 pesetas. Entre otras manifestaciones de solidaridad, Blanca Ferrer recibió la de 72 abogados del Colegio de Pamplona que hicieron público un escrito en el que consideran que la sentencia “atenta al ejercicio de la libertad de expresión como al ejercicio de una adecuada defensa”. Blanca Ferrer recurrió al Tribunal Supremo, que la absolvió  un año después.

## Galería de imágenes

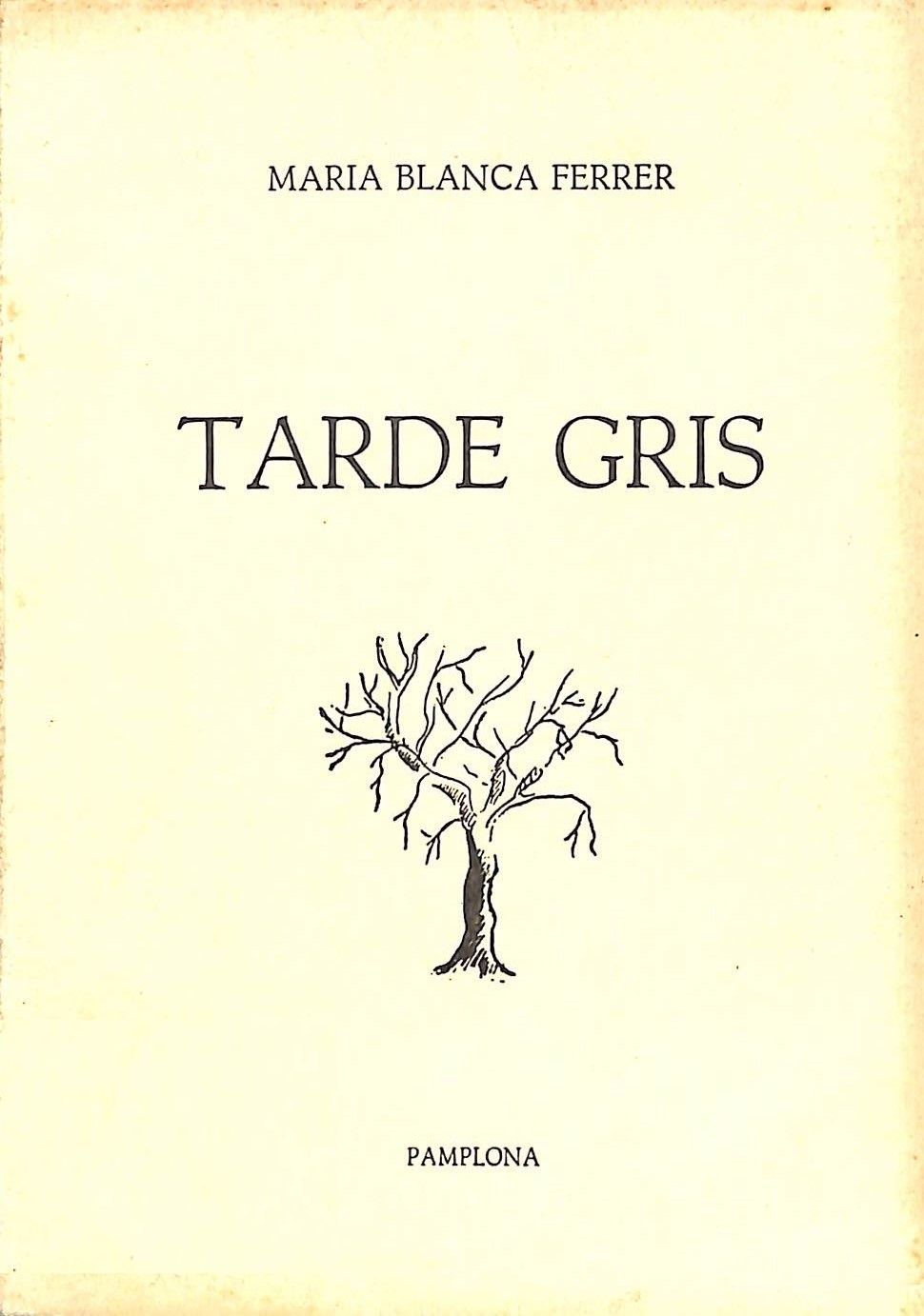
Primer libro de poemas (1967)
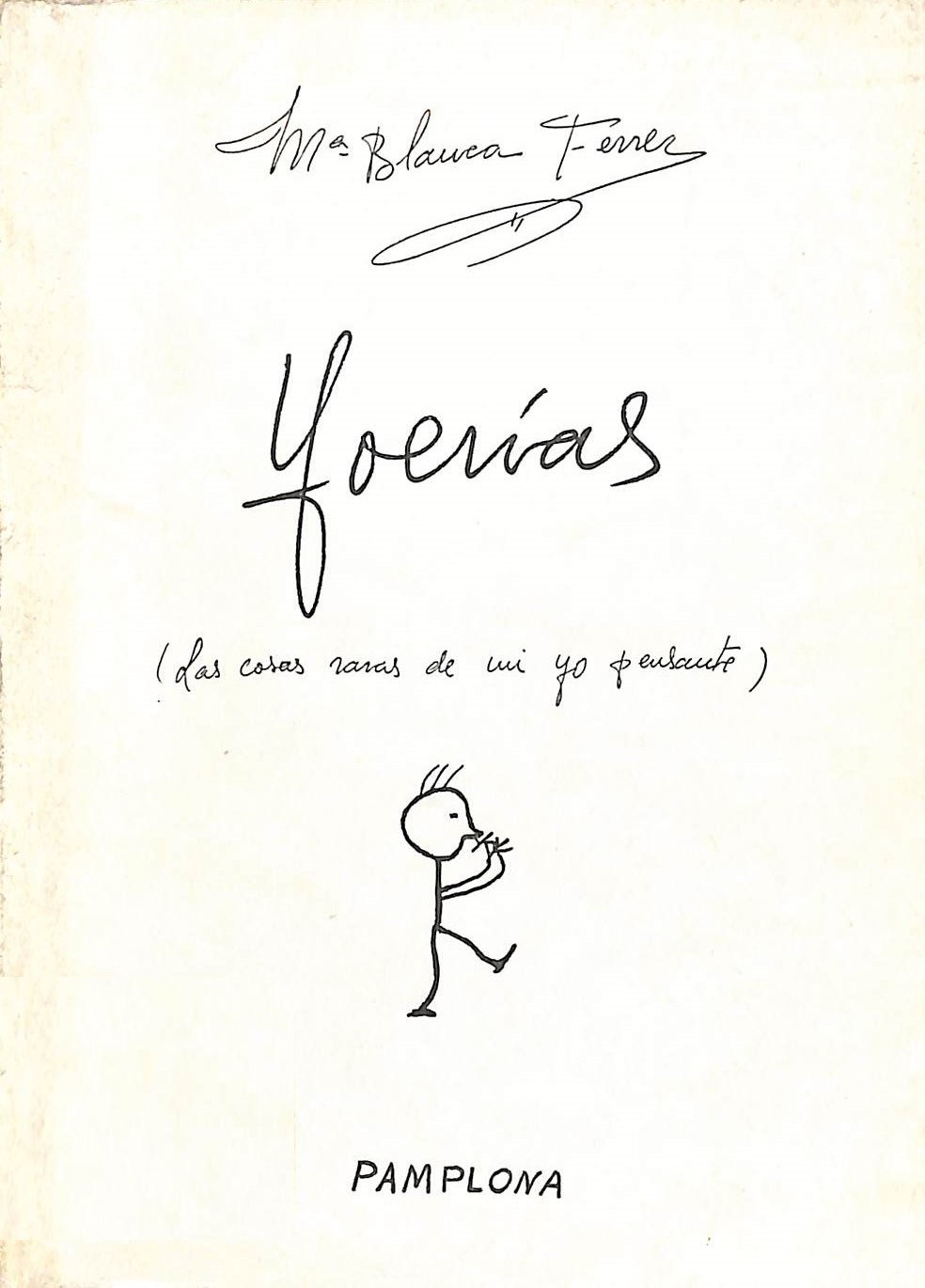
Yoerías (1969)
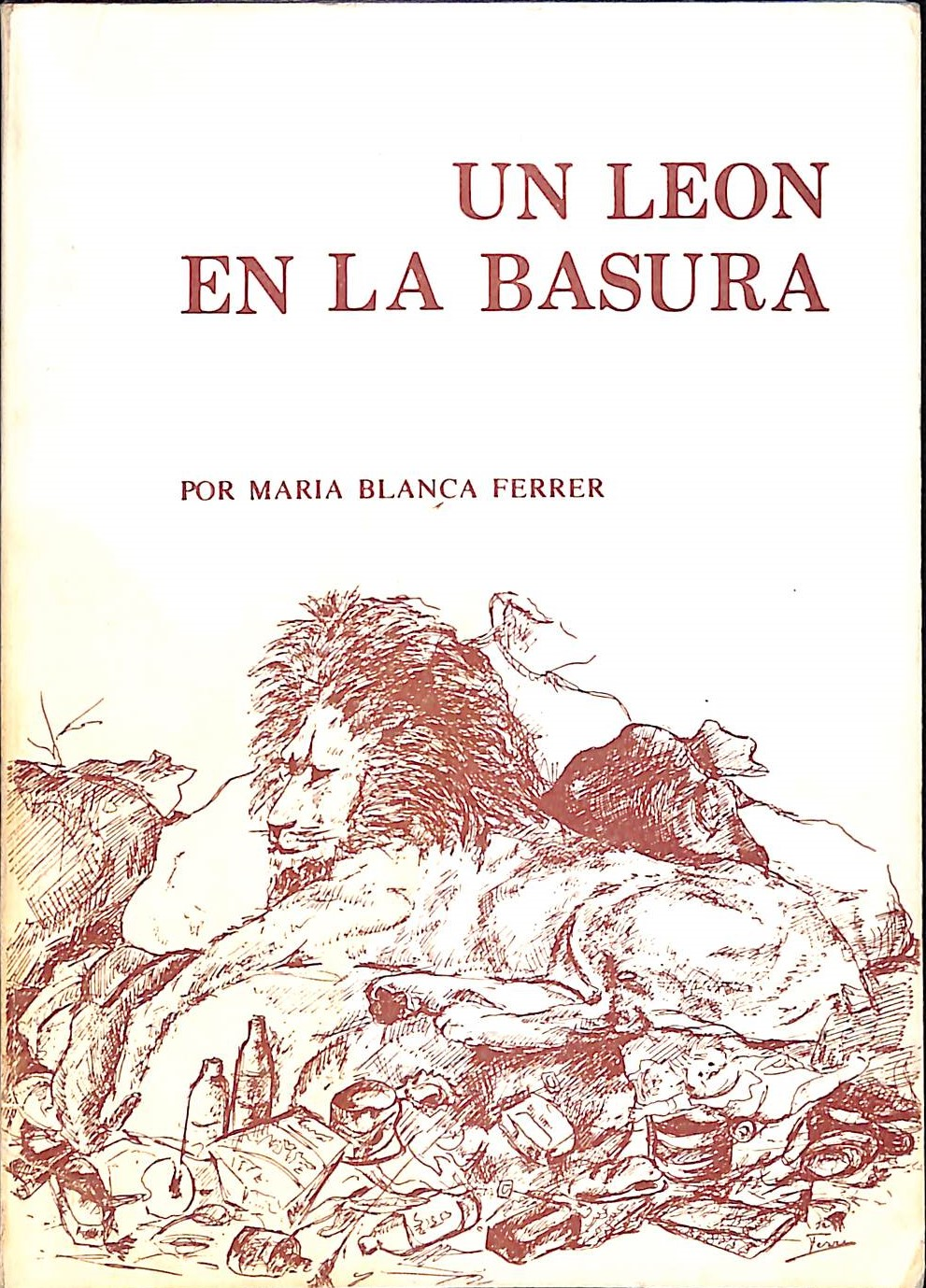
"Un león en la basura" (1982)
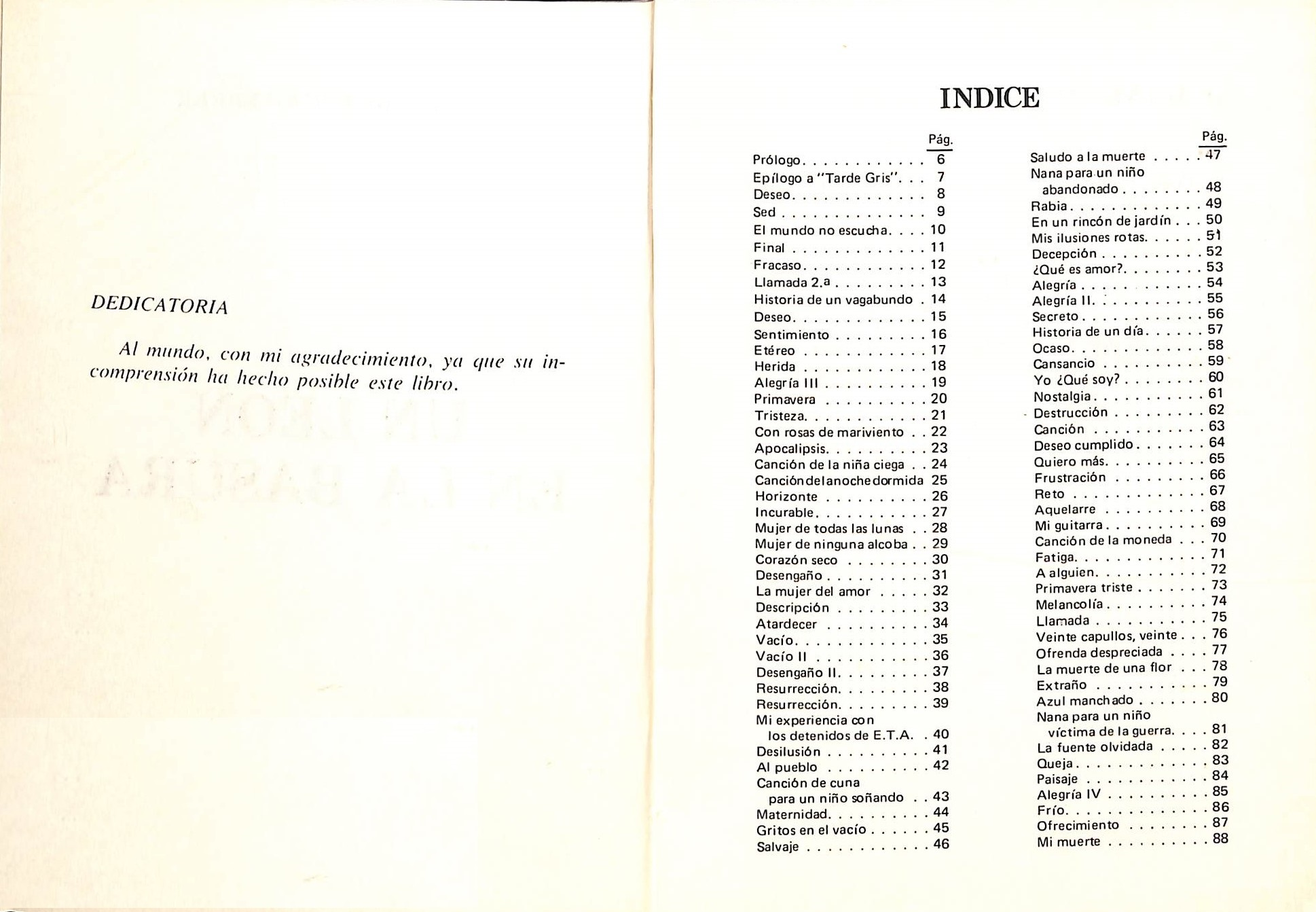
Dedicatoria e Índice de Un león en la basura (1982)
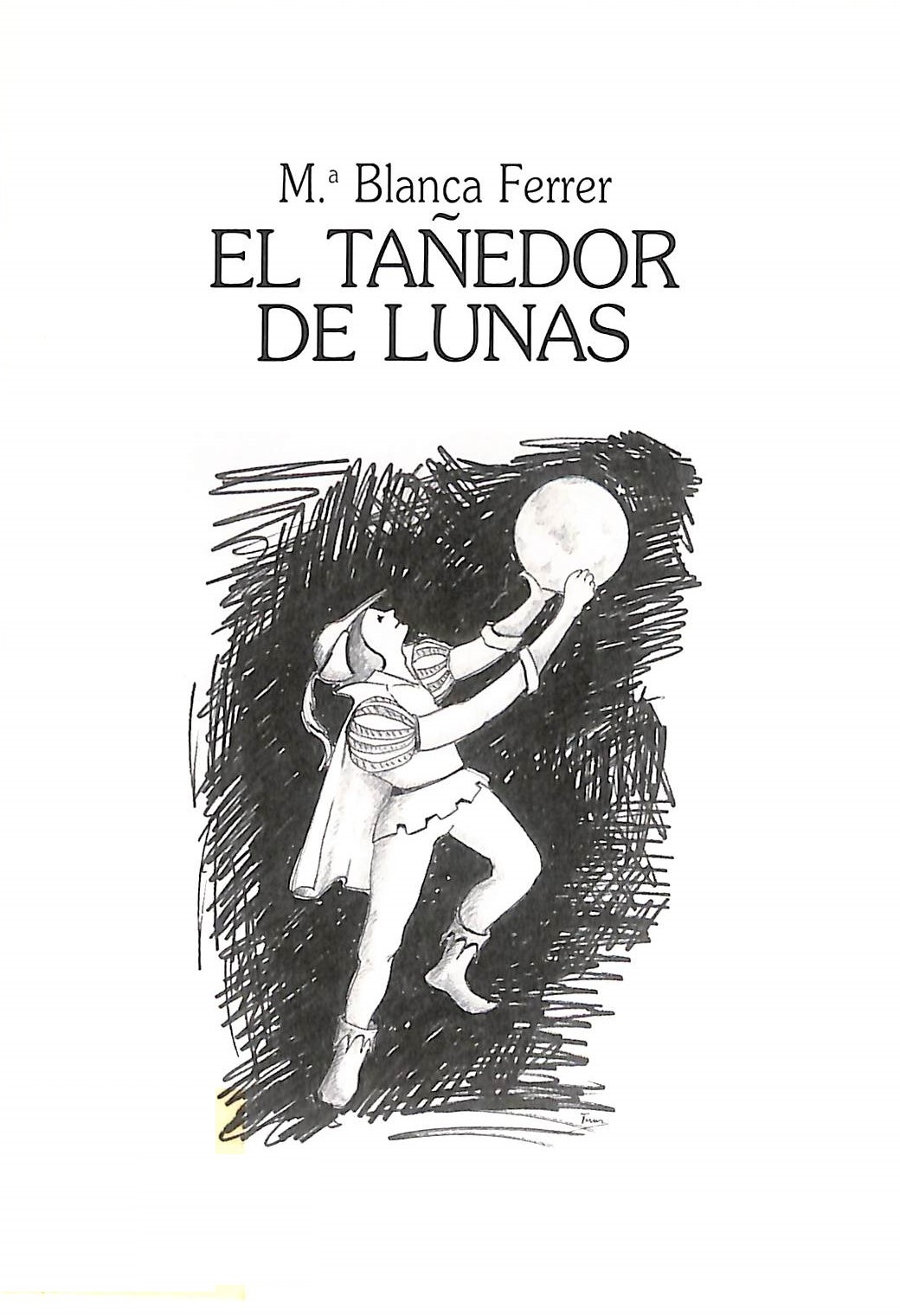
El tañedor de lunas (1987)